# Laurel Canyon
Pour les articles homonymes, voir Laurel Canyon (homonymie).
Laurel Canyon est un quartier de Los Angeles, en Californie. Le quartier s'est d'abord développé dans les années 1910 et est devenu une partie de la ville de Los Angeles en 1923 (il était auparavant une zone non incorporée du comté de Los Angeles).
Tout comme Topanga Canyon, la vie de la communauté se concentre sur son artère principale, Laurel Canyon Boulevard.
Le quartier compte des rues secondaires importantes comme Mount Olympus, Kirkwood, Wonderland, Willow Glen, and Lookout Mountain Avenue. 90046 est le code postal pour au moins une partie du quartier.
Laurel Canyon est un couloir de transit important entre West Hollywood et la vallée de San Fernando. La division entre les deux est à peu près définie par l'intersection de Laurel Canyon et Mulholland Drive.
Au début de l'année 2005, la première section de la route sur le côté de Hollywood a été partiellement emportée par une forte pluie et le trafic a été redirigé vers une rue calme et résidentielle.

## Inspiration
Plusieurs œuvres musicales sont inspirées par Laurel Canyon.
- La chanson Twelve Thirty (Young Girls Are Coming to the Canyon) des Mamas and Papas, sur l'album The Papas and the Mamas (1968)[1].
- La chanson Love Street des Doors (1968) évoque Rothdell Trail, la rue où vivait Jim Morrison[2].
- John Mayall écrit les chansons de Blues from Laurel Canyon (1968) pendant qu'il réside chez Frank Zappa[3].
- Laurel Canyon, album de Jackie DeShannon (1969)[4]
- L'album Ladies of the Canyon de Joni Mitchell (1970)[5].
- La chanson Our House de Crosby, Stills, Nash and Young sur l'album Déjà Vu évoque la maison de Joni Mitchell.
- Dans sa chanson Revolution Blues, Neil Young s'imagine en tueur des stars de Laurel Canyon[6].
- Laurel Canyon, chanson de Van Dyke Parks (1988)
- L'album Blood Sugar Sex Magik (1991) des Red Hot Chili Peppers est enregistré à The Mansion, une maison de Laurel Canyon ayant appartenu au magicien Harry Houdini[7].
- L'album Laurel canyon du chanteur Arman Méliès comporte une chanson éponyme qui parle de ce quartier de Los Angeles (2021)
- Laurel Canyon (2015) chanson du groupe The Church, sur l'album Further Deeper.

## Quelques résidents célèbres
- Jensen Ackles, acteur, actuellement
- Jennifer Aniston, actrice, années 1990[1]
- Christina Applegate, actrice, actuellement[1].
- Mary Astor, actrice, Appian Way
- Lex Barker, acteur, à la fin des années 1940
- Clara Bow, actrice, années 1920, à Horseshoe Canyon et Lookout Mountain
- David Blue, acteur, écrivain, producteur, années 1980, Lookout Mountain Ave.
- Zach Braff, acteur, actuellement, Lookout Mountain Ave[1].
- Louise Brooks, actrice, 1927 à 1928
- Jerry Brown, années 1970
- Jackson Browne, années 1960 à 1970[8]
- Eric Burdon, musicien, années 1970, qui reprend la maison de Frank Zappa[3]
- David Byrne
- Neve Campbell, 1996 à 2000[1]
- Canned Heat[9]
- Leslie Caron, années 1950, Laurel Canyon Boulevard
- Danny Carey, actuellement
- Adam Carolla, années 1980
- David Carradine, acteur, années 1970
- George Clooney, actuellement[1]
- Chuck Connors, années 1950
- Alice Cooper, 1971 à 1976[8]
- David Crosby, musicien-compositeur, années 1960[8]
- Richard Day 1920 à 1940
- Pamela Des Barres, groupie célèbre[3]
- Henry Diltz, photographe, années 1960[8]
- Denny Doherty (The Mamas and the Papas), années 1960
- Micky Dolenz (The Monkees), années 1960[8]
- Troy Donahue, années 1960
- Rob Dyrdek, skateboarder, actuellement
- Eliza Dushku, actuellement
- Cass Elliot (Mama Cass Elliot), chanteuse solo et groupe (The Mamas and the Papas), années 1968 et après[8]
- Geoff Emerick, actuellement
- Will Ferrell, actuellement[1]
- Kim Fowley, années 1970
- John Frusciante, auteur-compositeur-interprète, ex-guitariste des Red Hot Chili Peppers, actuellement.
- Glenn Frey, années 1970[8]
- James Frey, années 1970
- Lady Gaga, chanteuse, depuis 2016
- Esther Galil, actuellement
- Robert A. Heinlein, années 1970
- Katherine Helmond, actuellement
- Jimi Hendrix, musicien-compositeur, été 1968[3]
- Chris Hillman, années 1960
- Harry Houdini, 1919 à 1921
- Jim Hutton, années 1970
- Boris Karloff, acteur, années 1940
- Kesha, chanteuse, actuellement[1]
- Anthony Kiedis, chanteur des Red Hot Chili Peppers, des années 1990 jusqu'à aujourd'hui.
- Carole King, chanteuse, des années 1970 à 1990[9]
- Cyril M. Kornbluth, années 1940
- Robby Krieger, des années 1960 à 1970[8]
- k.d. lang, musicienne, actuellement
- Arthur Lee (Love), années 1960[9]
- Marilyn Manson, chanteur, 1997-2004
- John Mayall, musicien-compositeur, de 1969 à 1979
- Roger McGuinn, années 1960[8]
- Joni Mitchell, en couple avec Graham Nash, et chez qui a été conçu l'album Crosby, Stills & Nash (1969)[8].
- Tom Mix, acteur[10]
- Tom Morello, guitariste de Rage Against the Machine, actuellement
- Jim Morrison, musicien-compositeur, y vécut à la fin des années 1960.
- Gram Parsons, chanteur[9]
- John et Michelle Phillips (Mamas and Papas), années 1960[8].
- Iggy Pop, chanteur, années 1970
- Bonnie Raitt, années 1970[8]
- Nicole Richie, actrice, actuellement
- Linda Ronstadt, chanteuse, depuis 1964[8]
- Paul A. Rothchild, producteur[3]
- Rick Rubin et son studio The Mansion où de nombreux artistes ont travaillé, notamment les Red Hot Chili Peppers, Jay-Z, Johnny Cash, The Mars Volta...
- Stephen Stills, années 1960[9]
- Yvonne Strahovski, actrice australienne, actuellement[1]
- Justin Timberlake, chanteur, actuellement
- Peter Tork (The Monkees)[9]
- Jonathan Wilson, fin des années 2000[4]
- Frank Zappa, musicien-compositeur, de 1968 à 1993[8]
- Neil Young, musicien, auteur-compositeur-interprète, guitariste, 1966 à 1968.

### Filmographie
- Laurel Canyon, 1993, avec  Elaine Hendrix et Kristin Minter
- Laurel Canyon, de Catherine Hardwicke, avec Frances McDormand, Christian Bale et Kate Beckinsale, 2002
- « Laurel Canyon, la légende pop-rock d'Hollywood », film documentaire de Alison Ellwood en 2 parties, diffusé sur Arte le 9 octobre 2020